# هانس بيتر مكان
هانس بيتر مكان (بالألمانية: Hans-Peter Makan) هو لاعب كرة قدم ألماني في مركز الدفاع، ولد في 1960 في فاينهايم في ألمانيا. لعب مع نادي شتوتغارت.

## وصلات خارجية
- هانس بيتر مكان على موقع قاعدة بيانات كرة القدم.إي يو (الإنجليزية)
- هانس بيتر مكان على موقع بيانات كرة القدم. دي إي (الألمانية)